# Son Seong-cheol
Son Seong-cheol (14 febbraio 1987) è un tuffatore sudcoreano.

## Biografia
Ha rappresentato la Corea del Sud ai Giochi olimpici di Pechino 2008 disputando il concorso dei tuffi dal trampolino 3 metri dove è stato eliminato con il ventinovesimo ed ultimo posto nel turno preliminare, alle spalle dell'italiano Tommaso Marconi.
L'anno seguente ai Campionati mondiali di nuoto di Roma 2009 ha gareggiato nei concorsi dal trampolino 1 metro e 3 metri individuali. Il 17 luglio, nella altezza 1 metro è stato eliminato nel turno preliminare con il ventinovesimo posto alle spalle del messicano Yahel Castillo. Cinque giorni più tardi, nella competizione dai 3 metri ha ottenuto il diciottesimo piazzamento nel turno preliminare ed il sedicesimo posto in semifinale.
Nel 2010 è stato convocato ai Giochi asiatici di Guangzhou. In coppia con il compagno di nazionale Park Ji-ho, con 388,26 punti, ha vinto la medaglia di bronzo nei tuffi sincronizzati dal trampolino 3 metri, chiudendo alle spalle della coppia cinese composta da Luo Yutong e Qin Kai (459,60 punti) e di quella malese Bryan Nickson Lomas e Yeoh Ken Nee (404.85 punti).

## Palmarès
- Giochi asiatici

Guangzhou 2010: bronzo nel sincro 3 m.